# Hagestad-Järarna
Hagestad-Järarna är ett naturreservat nära byn Hagestad i Löderups socken i Ystads kommun i Skåne län.
Området är naturskyddat sedan 2011 och är 79 hektar stort. Reservatet består av sanddyner och tallplanterade ljunghedar. Reservatet gränsar till reservaten Sandhammaren och Hagestad. De tre reservaten (Hagestad-Järarna, Sandhammaren och Hagestad) är alla del av ett av Sveriges största kustdynsområde. 